# Peugeot TKR

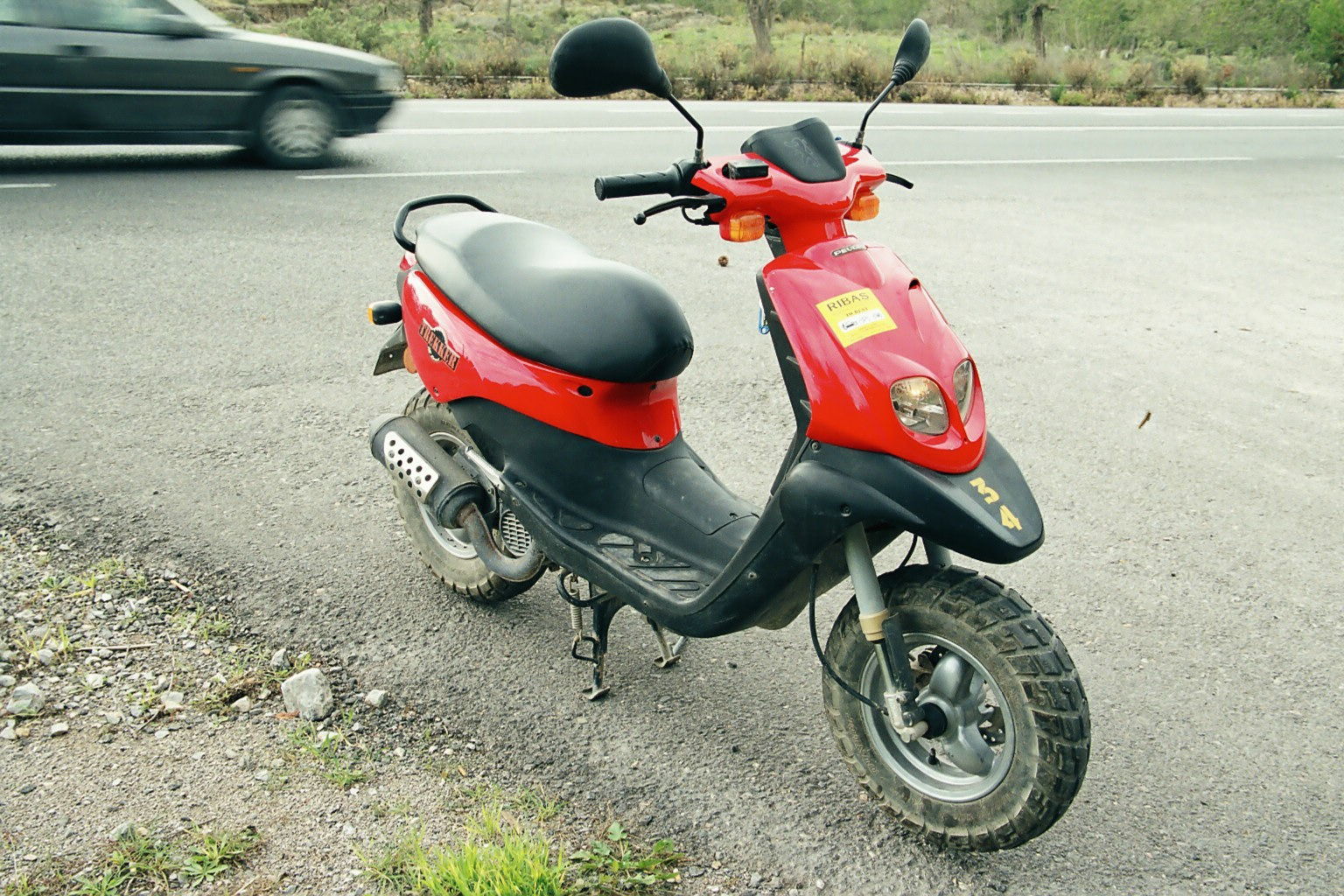
Peugeot TKR

Der Peugeot TKR ist ein Motorroller des Herstellers Peugeot Motocycles.

## Modellgeschichte
Der Peugeot TKR kam 1998 erstmals als Nachfolger des Peugeot Squab unter dem Namen Trekker auf den deutschen Markt. Ähnliche Modelle waren der Piaggio TPH und der Pegasus Sky 50. Im Jahr 2001 wurde der Trekker in TKR umbenannt, wahrscheinlich hat der Name die Marketingabteilung zu sehr an einen klapprigen alten Traktor erinnert. Bis 2001 gab es einen luftgekühlten Motor mit 50 cm³ Hubraum als auch einen mit 100 cm³. Inzwischen ist in Deutschland nur noch die 50-cm³-Variante erhältlich.

## Modellbeschreibung
Der TKR ist als einfacher und zuverlässiger Allround-Motorroller entworfen. Durch seine kleinen 10-Zoll-Räder ist er überaus handlich und gerade im Stadtverkehr leicht zu manövrieren. Der Name Trekker hatte dennoch durchaus seine Berechtigung, denn bis heute wird das Basismodell mit Stollenreifen und unlackierten Plastikteilen ausgeliefert, somit steht einem Ausflug ins leichte Gelände nichts entgegen. Der TKR hat einen luftgekühlten 50-cm³-Motor mit stehendem Zylinder und einem Vergaser zur Gemischaufbereitung. Die 3,1 kW (4,2 PS) Leistung (bzw. 4,1 PS bei den Sondermodellen) reichen für eine gute Beschleunigung (Die Beschleunigung von 0–50 km/h liegt bei ca. 7 Sekunden im originalen Zustand) und 75 km/h Endgeschwindigkeit. Der Roller hat sowohl einen E-Starter, als auch einen Kickstarter. Bei Minusgraden springt der Roller üblicherweise problemlos an. Der Verbrauch liegt im ungedrosselten Zustand bei 3–3,5 Litern. Ins Helmfach passt ein Integralhelm.

## Sondermodelle

### Peugeot TKR Furious
Der Peugeot TKR Furious ist designtechnisch an aktuelle Trends aus der Motorrad-Fighter-Szene angelehnt. Er hat gegenüber dem normalen TKR einen unverkleideten Lenker sowie ein digitales Tachometer. Seine Verkleidung ist graphitgrau mit einzelnen in rot oder blau gehaltenen Details lackiert. Weiterhin hat er zwei Linsenscheinwerfer und Straßenbereifung.

### Peugeot TKR 307 WRC
Der Peugeot TKR 307 WRC gleicht dem Design des aktuellen Peugeot World-Rally-Cars. Er ist torero-rot lackiert und mit Sponsoren-Aufklebern beklebt. Er hat eine zweifarbige Sitzbank, weiße Räder, einen Spoiler am Heck, Linsenscheinwerfer, einen Sportauspuff und Aluminium-Trittbretter.

### Peugeot TKR R-Cup
Als Nachfolger des 307 WRC hat er die gleichen Extras: eine zweifarbige Sitzbank, weiße Räder, einen Spoiler am Heck, Linsenscheinwerfer, einen Sportauspuff und Aluminium-Trittbretter. Jedoch ist er torero-rot/weiß lackiert.

### Peugeot Metal-X
Der Metal-X ist technisch und äußerlich gleich einem TKR Furious. Er unterscheidet sich lediglich durch die Lackierung in Mattchrom und Rot und ein anderes Aufkleberdekor.

## Technische Daten
| Modell              | TKR                                                                   | TKR Furious                                                           | TKR WRC                                                               |
| ------------------- | --------------------------------------------------------------------- | --------------------------------------------------------------------- | --------------------------------------------------------------------- |
| Motor               | 1 Zylinder, 2-Takt                                                    | 1 Zylinder, 2-Takt                                                    | 1 Zylinder, 2-Takt                                                    |
| Kühlung             | Luft                                                                  | Luft                                                                  | Luft                                                                  |
| Gemischaufbereitung | Vergaser                                                              | Vergaser                                                              | Vergaser                                                              |
| Zündung             | Elektronisch CDI                                                      | Elektronisch CDI                                                      | Elektronisch CDI                                                      |
| Hubraum             | 49,1 cm³                                                              | 49,1 cm³                                                              | 49,1 cm³                                                              |
| Starter             | Elektro- und Kickstarter                                              | Elektro- und Kickstarter                                              | Elektro- und Kickstarter                                              |
| Getriebe            | stufenloses automatisches Keilriemengetriebe                          | stufenloses automatisches Keilriemengetriebe                          | stufenloses automatisches Keilriemengetriebe                          |
| Bremse vorne        | Scheibenbremse, 190 mm Durchmesser, hydraulisch betätigt, ein Kolben, | Scheibenbremse, 190 mm Durchmesser, hydraulisch betätigt, ein Kolben, | Scheibenbremse, 190 mm Durchmesser, hydraulisch betätigt, ein Kolben, |
| Bremse hinten       | Trommelbremse, mechanischer Zug, 110 mm Durchmesser                   | Trommelbremse, mechanischer Zug, 110 mm Durchmesser                   | Trommelbremse, mechanischer Zug, 110 mm Durchmesser                   |
| Federung vorne      | mechanische Upside-Down-Gabel                                         | mechanische Upside-Down-Gabel                                         | mechanische Upside-Down-Gabel                                         |
| Federung hinten     | hydraulisch gedämpftes Federbein                                      | hydraulisch gedämpftes Federbein                                      | Gasdruckdämpfer                                                       |
| Abmessungen L×B×H   | 1760×670×1000 mm                                                      | 1760×670×1000 mm                                                      | 1760×670×1000 mm                                                      |
| Leergewicht         | 81 kg                                                                 | 81 kg                                                                 | 81 kg                                                                 |
| Benzintank          | 5,8 l                                                                 | 5,8 l                                                                 | 5,8 l                                                                 |
| Öltank              | 1,3 l                                                                 | 1,3 l                                                                 | 1,3 l                                                                 |
| Reifen vorne        | 120/90-10                                                             | 120/90-10                                                             | 120/90-10                                                             |
| Reifen hinten       | 130/90-10                                                             | 130/90-10                                                             | 130/90-10                                                             |
| Abgasnorm           | Euro 2                                                                | Euro 2                                                                | Euro 2                                                                |